# أوستين جونسون (لاعب كرة قدم أمريكية)
أوستين جونسون (بالإنجليزية: Austin Johnson) هو لاعب كرة قدم أمريكية أمريكي، ولد في 8 مايو 1994 في Galloway Township, New Jersey ‏ في الولايات المتحدة.

## وصلات خارجية
- أوستين جونسون على موقع مرجع كرة القدم المحترفة.كوم (الإنجليزية)